# Wilson Phillips
Wilson Philips is een Amerikaanse meidengroep.

## Carrière
In 1989 ontstond Wilson Phillips, een samenvoeging van de achternamen van de zangeressen. Zangeres Chynna Phillips is een dochter van Michelle Phillips, zangeres van The Mamas and the Papas en John Phillips, een van de mannelijke leden van The Mamas and the Papas. Carnie en Wendy Wilson zijn beiden dochters van Brian Wilson (The Beach Boys). De debuutsingle van Wilson Phillips in 1990 was Hold On. In 1993 ging de groep uit elkaar. In 2004 kwam de groep in de originele bezetting weer samen, vanaf 2010 hadden ze af en toe nog opnamen en optredens, onder andere met het album Christmas in Harmony en een cameo in de film Bridesmaids.

## Discografie

### Single Top 50
| Single met hitnotering(en) in de Vlaamse Ultratop 50 | Datum van verschijnen | Datum van binnenkomst | Hoogste positie | Aantal weken | Opmerkingen |
| ---------------------------------------------------- | --------------------- | --------------------- | --------------- | ------------ | ----------- |
| Hold On                                              | 1990                  | 09-06-1990            | 9               | 14           |             |
| Release Me                                           | 1990                  | 25-08-1990            | 34              | 2            |             |
| You're In Love                                       | 1990                  | 08-06-1991            | 31              | 3            |             |

### Single Top 40
| Single met eventuele hitnotering(en) in de Nederlandse Top 40 | Datum van verschijnen | Datum van binnenkomst | Hoogste positie | Aantal weken | Opmerkingen        |
| ------------------------------------------------------------- | --------------------- | --------------------- | --------------- | ------------ | ------------------ |
| Hold On                                                       | 1990                  | 19-05-1990            | 15              | 8            |                    |
| Release Me                                                    | 1990                  | 03-11-1990            | 15              | 7            |                    |
| Impulsive                                                     | 1990                  | 19-01-1991            | 37              | 3            |                    |
| You're in Love                                                | 1991                  | 27-04-1991            | tip7            |              | #32 Single Top 100 |
| You Won't See Me Cry                                          | 1992                  | 06-06-1992            | tip14           |              | #61 Single Top 100 |
| Flesh and Blood                                               | 1992                  |                       |                 |              | #51 Single Top 100 |

### Album Top 100
| Album met eventuele hitnotering(en) in de Nederlandse Album Top 100 | Datum van verschijnen | Datum van binnenkomst | Hoogste positie | Aantal weken | Opmerkingen   |
| ------------------------------------------------------------------- | --------------------- | --------------------- | --------------- | ------------ | ------------- |
| Wilson Phillips                                                     | 08-05-1990            |                       |                 |              |               |
| Shadows and Light                                                   | 02-06-1992            |                       |                 |              |               |
| The Best of Wilson Phillips                                         | 26-05-1998            |                       |                 |              | Verzamelalbum |
| California                                                          | 25-05-2004            |                       |                 |              |               |
| Christmas in Harmony                                                | 12-10-2010            |                       |                 |              |               |
| Dedicated                                                           | 03-04-2012            |                       |                 |              |               |